# 阿尔莫什
阿尔莫什（匈牙利語：Álmos；约820年—895年），是匈牙利编年史中记载的匈牙利部落联盟第一任最高首领，在位时间为约850年－约895年。关于他是马扎尔人的宗教领袖（金迪）还是军事领袖（久洛），学术界尚存争议。根据君士坦丁七世的说法，在他统治的前十年，阿尔莫什似乎曾接受可萨人的宗主权；但在大约860年，匈牙利又与可萨人保持独立。14世纪成书的《插图编年史》记载，约895年，匈牙利征服喀尔巴阡盆地的前夕，阿尔莫什被杀于特兰西瓦尼亚。

## 先祖
贝拉三世时期的一位匿名公证人，《匈牙利人事迹》的作者，在1200年或1210年左右写下其“历史罗曼史”的无名氏，表明阿尔莫什有着匈人阿提拉的血脉。13世纪末的编年史作家凯扎的西蒙写到，阿尔莫什是“图鲁尔的后代”。他还写道，阿提拉举着一面旗帜，上面描绘着“马扎尔人称为图鲁尔的鸟的形象”，可能是矛隼或鹰。鸟在阿尔莫什出生的传说中扮演着重要角色，该传说被《匈牙利人事迹》和《插图编年史》保存下来。传说之中，阿尔莫什的母亲在怀上他后梦见了一只“鹰一样的”猛禽使她怀孕。这个故事在游牧族群中有着密切的类比。值得注意的是，《蒙古秘史》中，成吉思汗的岳母据称做梦梦到一只白色的猎鹰“用爪子抓着太阳和月亮”（图鲁尔常常被描绘成太阳），从天而降，停落在她的手上，预示了一个孩子的诞生和一个皇朝的建立。这是由于猎鹰与生育能力有关。猎鹰“出现在许多王朝和帝国建立的传说中”；它们在草原人民的传统和象征意义中很受欢迎，并非生活在其上的任何特定族群独有的。
历史学家克里斯托·久洛和维克托·斯皮内伊写到，这个故事最初讲述了阿尔莫什家族的起源来自图腾祖先。
根据《匈牙利人事迹》的说法，阿尔莫什是斯基泰领袖乌吉克和Őnedbelia公爵的女儿艾迈谢所生。克里斯托写到，艾迈谢（Emese）的名字中包含古匈牙利语中的“母亲”一词（em），可能是由无名氏发明的。另一方面，无名氏称阿尔莫什的妻子为“斯基泰某位最高贵王子的女儿”。阿尔莫什父亲的名字也不确定，因为匈牙利编年史将其分为两种变体。无名氏指出他名为乌吉克，但14世纪的《插图编年史》则称乌吉克之子艾洛德是阿尔莫什的父亲。克里斯托说，这两个名字可能都是编年史作家发明的，因为乌吉克（Ügyek）来源于古匈牙利语的ügy(圣人)一词，而艾洛德（Előd）只是指一名祖先。无名氏写到，乌吉克于819年娶了艾迈谢。如果这个时间是正确的，那么阿尔莫什大约出生于820年。
无名氏将阿尔莫什的名字与匈牙利语中的“梦”（álom）一词联系起来，这可能是该名称被引用最多的原因。在现代匈牙利语中，这个名字的意思是“困倦”“昏昏欲睡”；然而，Álmos这个名字可能来源于álom，如前所述，“梦想”，它本身就是álmos（昏昏欲睡）的词根。源自一个意为“梦”的词更符合围绕其出生的传说，指他母亲做的梦。álom这个词的原始芬兰-乌戈尔语词根是*adema（“睡觉”“做梦”），同源词包括草原马里语омо（omo），曼西语（ūlem，梦）。甚至克里斯托也承认，阿尔莫什名字的词源“按无名氏的说法描述是可能的，也就是说，Álmos这个名字可能源自匈牙利语álom（梦）”。其他持怀疑态度的作者仍评论说，“将这个名字与匈牙利语普通名词álom联系起来的做法不能像其他提议的词源那样容易被拒绝。”
历史学家罗瑙-陶什·安德拉什和维克多·斯皮内伊认为他的名字起源于突厥语。然而，斯皮内伊本人对这一说法做出了回应，他说一个名字的起源并非总是反映这个人的种族。现代匈牙利语中10%的单词源于突厥语，它们对马扎尔人做出了一致的遗传和文化贡献。在19世纪，匈牙利语的单词更多地来自突厥语而非乌拉尔语，因为马扎尔人在几世纪的交融中中吸收了大量多样的借词和影响。据传马扎尔人地历史社会结构本身起源于突厥语民族。“匈牙利”和“匈人”这两个词也被认为起源于突厥语。许多匈牙利名字，以及动植物的名字，都起源于突厥语；大部分匈牙利部落的名字也起源于突厥语。然而，马扎尔人不是突厥人。根据突厥语理论，这个名字在突厥语中的意思是“买来的”。
语言学家贝拉·卡尔曼写到：“然而，阿尔莫什这个名字并非来自突厥语，而是源自芬兰-乌戈尔语族的匈牙利语单词álom的衍生形式，意思是梦到的人。”
阿尔莫什是匈牙利王子和“所有马扎尔人的母亲”艾迈谢之子，在遭到佩切涅格人袭击后，他带领他的人民征服了喀尔巴阡盆地。他被马扎尔人的酋长选为马扎尔人的领袖，这些领袖最初任命莱韦迪为他们的永久领袖。从此，马扎尔人以阿尔莫什的部落为名，该部落被证明是马扎尔七部落中最强大的。
在我主降世的第819年，正如我们上面所说，乌吉克，玛各王的后代，很久以后成为了斯基泰最高贵的王。他在登图莫格娶了Őnedbelia公爵的女儿艾迈谢。两人生了一个儿子，名叫阿尔莫什。但他被称为阿尔莫什，是因为当艾迈谢怀孕时，一个神圣的异象以猎鹰的形式出现在她的面前，仿佛来到她的身边，使她怀孕，让她知道，从她的子宫里会涌出一股洪流，从她的腰间会产生光荣的国王。只是他的领地不会增加。因此，因为“梦”在匈牙利语中称为“álom”，而他的出生是梦所预言的，所以他被称为Álmos。或者说，他之所以被称为阿尔莫什，即神圣的，是因为神圣的国王和公爵都是他的血统所生。——无名氏，《匈牙利人事迹》

## 统治
根据《匈牙利人事迹》的说法，阿尔莫什被马扎尔七部落的首领推举为他们的“领袖和主宰”。无名氏补充说，在通过对阿尔莫什的推举时，七位酋长“以异教徒的方式宣誓，将自己的血洒在一个容器中”。无名氏说，他们还采纳了政府的基本原则，包括阿尔莫什的后代对其职位的世袭权，以及其推举者的后代在酋长会议中拥有席位的权利。根据历史学家恩盖尔·保尔的说法，这些关于“血契”（匈牙利語：vérszerződés）的描述表达了作者的政治哲学，而非实际发生的事件。直到1945年，匈牙利历史学家“经常将其称为现代议会思想在欧洲的首次体现”。
作为950年左右的对比鲜明的论述，东罗马帝国皇帝君士坦丁七世指出。阿尔莫什之子阿尔帕德，而非阿尔莫什本人，才是马扎尔部落的第一任最高领袖，而对阿尔莫什的推举是由可萨汗发起的。君士坦丁七世说，在马扎尔人被佩切涅格人强迫离开在可萨汗国附近的领地，迁往一个名为艾泰尔克兹的新领地后，可汗派遣了一名使者去见诸沃伊沃德（马扎尔诸部的首领）。可汗计划任命一位名叫莱韦迪的沃伊沃德来统领马扎尔诸部，以代表可汗的利益。尽管莱韦迪拒绝了可汗的提议，但他还是推举了自己的一位同僚，阿尔莫什或阿尔莫什之子阿尔帕德，担任拟议的新职位。可汗接受了莱韦迪的提议。在他的倡议下，马扎尔人选出了他们的第一位王子，但他们更喜欢阿尔帕德而非其父亲。君士坦丁七世将马扎尔人称为突厥人。尽管西方学者认为该论述的核心基本可靠，但令人困惑并充满传说。
克里斯托·久洛和诸多其他历史学家对君士坦丁七世关于略过阿尔莫什而支持其子的论述进行了驳斥，称与阿尔莫什出生有关的图鲁尔的传说证明了他作为王朝祖先的角色。这些历史学家说，君士坦丁七世的叙述是基于阿尔帕德的一位后裔泰尔毛丘的报告，他在这份关于推举阿尔帕德的报告中强调，只有阿尔帕德的后裔才适合领导马扎尔人，阿尔莫什的其他子嗣被排除在外。罗瑙-陶什·安德拉什说，君士坦丁七世保留了“久洛”阿尔莫什发动了一场针对“金迪”莱韦迪政变的记忆，阿尔莫什让自己的儿子阿尔帕德代替对手被选为“金迪”。9世纪末的中亚学者阿布·阿卜杜拉·贾哈尼提到马扎尔人中存在这两个高级职位，他的作品部分保存在艾哈迈德·伊本·鲁斯塔和其他穆斯林作家的著作中。他将“金迪”描述为匈牙利人的宗教领袖，“久洛”描述为他们的军事领袖。历史学家仍在争论阿尔莫什担任了这两个职位中的哪一个。
可汗对[莱韦迪]说：“由于你高贵、睿智、英勇，我们邀请你，是因为我们希望任命你为贵国的王子，你应当服从我从我们的诺言和命令。”而他回答说：“你们对我的重视和目的，我深表敬意，并向你们表示适当的感谢，但由于我的力量不足以统治这个国家，所以我不能服从你们；另一方面，除了我之外，还有一个沃伊沃德，名叫[阿尔莫什]，他有一个儿子，名叫[阿尔帕德]；让他们中的一个人，无论是那个[阿尔莫什]还是他的儿子[阿尔帕德]，成为王子，并服从你们的命令。”可汗听了这话很高兴，就派了几个人跟他一起去找[匈牙利人]，他们和[匈牙利人]商量了一下，[匈牙利人]倾向于让[阿尔帕德]当王子，而非他的父亲[阿尔莫什]，因为他出身高贵，智慧、谋略和英勇让人敬佩，能够胜任这项统治； 于是，他们按照卡扎尔人的习俗（或称“zakanon”），将他举到盾牌上，立他为王子。——君士坦丁七世，《帝国行政论》
克里斯托说，阿尔莫什从850年左右开始就担任马扎尔部落联盟的首领。君士坦丁七世的叙述说，阿尔莫什最初向可萨汗国臣服。马扎尔人显然在860年左右取得了独立，因为此后出现了他们在中欧掠夺的最早记录。《圣贝尔坦编年史》提及他们在862年入侵了日耳曼人路易的领地。从可萨汗国分裂出来的三个部落，君士坦丁七世称为卡巴尔人，也在860年代或870年代加入了马扎尔人。斯皮内伊说，他们到来的记忆被无名氏保存下来，他提到了“库曼人的七位公爵”，他们在基辅“臣服于阿尔莫什王子”。
无名氏记录了马扎尔人和基辅罗斯之间的一场战争，是役以阿尔莫什指挥的马扎尔人胜利而告终。罗斯人的《往年纪事》提及基辅的一座“匈牙利山”，与882年奥列格占领该地有关。该书还提到“一座Ol'ma的城堡”（Олъминъ дворъ）矗立在同一座山上。说，这座城堡是以阿尔莫什的名字命名的，但这一结论并未被历史学家广泛接受。

## 死亡

匈牙利的领土征服

居住在东欧大草原最西端的马扎尔人偶尔会受雇于邻国以干预它们的战争。例如，他们于892年与东法兰克的阿努尔夫结盟入侵大摩拉维亚。他们对保加利亚第一帝国和东罗马帝国之间冲突的干预导致了保加尔人与佩切涅格人的联合反入侵。马扎尔人在895年左右被迫离开东欧大草原，穿越喀尔巴阡山脉寻找新的家园。
根据《匈牙利人编年史》的说法，马扎尔人在阿尔莫什的领导下入侵了喀尔巴阡盆地，在温格瓦尔（今乌克兰乌日霍罗德）“任命其子阿尔帕德为马扎尔诸部的领袖和主宰”。此后，无名氏便再未提到阿尔莫什。在另一份与之相反的记载中，《插图编年史》说阿尔莫什“未能进入潘诺尼亚，因为他在艾尔代尔夫（特兰西瓦尼亚）被杀了”。克里斯托说，这部编年史保留了阿尔莫什因为其部众被佩切涅格人灾难性地击败而牺牲的记忆。如果这是真的，他的被杀仪式证明阿尔莫什是马扎尔部落联盟的宗教领袖。罗瑙-陶什反驳了这一点，并说如果编年史的记载是可靠的，那么阿尔莫什就是他儿子犯下或发起的政治谋杀的受害者。维克多·斯皮内伊更青睐《匈牙利人编年史》而非《插图编年史》的记载，他指出阿尔莫什并没有在特兰西瓦尼亚被谋杀，因为无名氏写到匈牙利人在入侵喀尔巴阡盆地时绕过了该地区。

## 家庭
阿尔莫什妻子的名字没有记载。无名氏写到，她是“某位最高贵王子的女儿”。阿尔莫什唯一知道名字的孩子是阿尔帕德，他在阿尔莫什死后继承了阿尔莫什的职位。以下是阿尔莫什最近的家谱：
|  |  |  |  |  |  |  |  |  |  | 乌吉克         | 乌吉克         | 乌吉克         | 乌吉克         | 乌吉克         | 乌吉克         |  |  | Eunedubelian | Eunedubelian | Eunedubelian | Eunedubelian | Eunedubelian | Eunedubelian |  |  |  |  |  |  |  |  |  |  |  |  |  |  |  |  |  |  |  |  |  |  |
|  |  |  |  |  |  |  |  |  |  | 乌吉克         | 乌吉克         | 乌吉克         | 乌吉克         | 乌吉克         | 乌吉克         |  |  | Eunedubelian | Eunedubelian | Eunedubelian | Eunedubelian | Eunedubelian | Eunedubelian |  |  |  |  |  |  |  |  |  |  |  |  |  |  |  |  |  |  |  |  |  |  |
|  |  |  |  |  |  |  |  |  |  | 艾洛德或乌吉克 | 艾洛德或乌吉克 | 艾洛德或乌吉克 | 艾洛德或乌吉克 | 艾洛德或乌吉克 | 艾洛德或乌吉克 |  |  | 艾迈谢       | 艾迈谢       | 艾迈谢       | 艾迈谢       | 艾迈谢       | 艾迈谢       |  |  |  |  |  |  |  |  |  |  |  |  |  |  |  |  |  |  |  |  |  |  |
|  |  |  |  |  |  |  |  |  |  | 艾洛德或乌吉克 | 艾洛德或乌吉克 | 艾洛德或乌吉克 | 艾洛德或乌吉克 | 艾洛德或乌吉克 | 艾洛德或乌吉克 |  |  | 艾迈谢       | 艾迈谢       | 艾迈谢       | 艾迈谢       | 艾迈谢       | 艾迈谢       |  |  |  |  |  |  |  |  |  |  |  |  |  |  |  |  |  |  |  |  |  |  |
|  |  |  |  |  |  |  |  |  |  |                |                |                |                |                |                |  |  |              |              |              |              |              |              |  |  |  |  |  |  |  |  |  |  |  |  |  |  |  |  |  |  |  |  |  |  |
|  |  |  |  |  |  |  |  |  |  |                |                |                |                | 阿尔莫什       |                |  |  |              |              |              |              |              |              |  |  |  |  |  |  |  |  |  |  |  |  |  |  |  |  |  |  |  |  |  |  |
|  |  |  |  |  |  |  |  |  |  |                |                |                |                |                |                |  |  |              |              |              |              |              |              |  |  |  |  |  |  |  |  |  |  |  |  |  |  |  |  |  |  |  |  |  |  |
|  |  |  |  |  |  |  |  |  |  |                |                |                |                | 阿尔帕德       |                |  |  |              |              |              |              |              |              |  |  |  |  |  |  |  |  |  |  |  |  |  |  |  |  |  |  |  |  |  |  |
|  |  |  |  |  |  |  |  |  |  |                |                |                |                |                |                |  |  |              |              |              |              |              |              |  |  |  |  |  |  |  |  |  |  |  |  |  |  |  |  |  |  |  |  |  |  |
|  |  |  |  |  |  |  |  |  |  |                |                |                |                | 匈牙利君主     |                |  |  |              |              |              |              |              |              |  |  |  |  |  |  |  |  |  |  |  |  |  |  |  |  |  |  |  |  |  |  |

## 脚注
1. ↑  Kirschbaum 1995，第38頁.
2. 1 2 3 4 5 6  Kristó & Makk 1996，第9頁.
3. ↑  Róna-Tas 1999，第59頁.
4. ↑  Anonymus, Notary of King Béla: The Deeds of the Hungarians (ch. 5), p. 17.
5. 1 2 3 4 5 6 7 8 9  Engel 2001，第19頁.
6. 1 2 3  Spinei 2003，第54頁.
7. ↑  Simon of Kéza: The Deeds of the Hungarians (ch. 2.27), p. 81.
8. ↑  Simon of Kéza: The Deeds of the Hungarians (ch. 1.10), p. 43.
9. 1 2 3  Kristó & Makk 1996，第10頁.
10. ↑  The Hungarian Illuminated Chronicle (ch. 25), p. 98.
11. ↑  Kristó & Makk 1996，第10-11頁.
12. ↑  Kahn, Paul. [1.pdf ] (PDF). North Point Press.
13. ↑  Macdonald, Helen. . Reaktion Books. 2016: Contents - Mythical falcons. ISBN 9781780236896.
14. ↑  Engel, Pál (2001). The Realm of St Stephen: A History of Medieval Hungary, 895–1526. I.B. Tauris Publishers. p. 10
15. ↑  The Annals of St-Bertin (year 862), p. 102
16. 1 2 3 4  Kristó, Gyula (1996). Hungarian History in the Ninth Century. Szegedi Középkorász Muhely. p. 78-79
17. ↑  The Chronicle of Regino of Prüm (year 889), p. 202.
18. 1 2  Fodor, István (1975). In Search of a New Homeland: The Prehistory of the Hungarian People and the Conquest. Corvina Kiadó. pp. 37-38
19. ↑  The Taktika of Leo VI (18.41), p. 453.
20. ↑  Kristó, Gyula (1996). Hungarian History in the Ninth Century. Szegedi Középkorász Muhely. p. 79
21. ↑  Anonymus. .  (PDF).
22. ↑  Anonymus, Notary of King Béla: The Deeds of the Hungarians (ch. 3), pp. 12–13.
23. ↑  Brackette Williams (编). . Taylor & Francis. 2013: Contents - Part II. ISBN 9781135234836.
24. ↑  Lendvai, Paul. . Princeton University Press. 2021: 16. ISBN 9780691200279.
25. ↑  Sheard, K.M. . Llewellyn Publications. 2011: 49. ISBN 9780738723686.
26. 1 2  Kristó 1996，第165頁.
27. ↑  . Molnar & Kelemen Oriental Publishers. 2000: 101.
28. 1 2 3 4 5  Spinei 2003，第33頁.
29. ↑  Spinei 2009，第353頁.
30. ↑  Köpeczi, Béla; Makkai, László; Mócsy, András; Kiralý, Béla K.; Kovrig, Bennett; Szász, Zoltán; Barta, Gábor.  Volume 1 of History of Transylvania. New York: Social Science Monographs, University of Michigan, Columbia University Press, East European Monographs. 2001: 415–416. ISBN 0880334797.
31. ↑  Gy Ránki, György Ránki (编). . Akadémiai K VIII. 1984: 10. ISBN 9789630539975.
32. ↑  Pop, Ioan Aurel; Csorvási, Veronica. . Fundația Culturală Română. 1996: 62. ISBN 9789735770372. The majority of the Hungarian tribe names were of Turkic origin and signified, in many cases, a certain rank.
33. ↑  A MAGYAROK TÜRK MEGNEVEZÉSE BÍBORBANSZÜLETETT KONSTANTINOS DE ADMINISTRANDOIMPERIO CÍMÛ MUNKÁJÁBAN - Takács Zoltán Bálint, SAVARIAA VAS MEGYEI MÚZEUMOK ÉRTESÍTÕJE28 SZOMBATHELY, 2004, pp. 317–333
34. 1 2  Kristó 1996，第166頁.
35. ↑  Kalman, Bela; Virágos, Zsolt. . Akadémiai Kiadó. 1978: 36. ISBN 9789630513999.
36. ↑  Brackette Williams (编). . Taylor & Francis. 2013: Contents - Part II. ISBN 9781135234836. Looking for the roots of Hungarian nation, nineteenth-century romantic-nationalist authors selected the figure of Emese, declaring her the mother of all ethnic Hungarians.
37. ↑  Arany, Janos. . Publio Kiadó. 2016: Contents - Section 3. ISBN 9789633810286.[自我引用]
38. ↑  Nyerges, Anton N. . Anton N. Nyerges. 1980: 73. ISBN 9780960095407.
39. ↑  Northern Magill, Frank. . Fitzroy Dearborn Publishers. 1998: 86. ISBN 9781579580414.
40. ↑  Klaniczay, Gábor. . Reaktion Books. 2002: 435. ISBN 9780521420181.
41. ↑  Klaniczay, Gábor. . Central European University Press. 2002: 146. ISBN 9789633862971.
42. ↑  Anonymus. .  (PDF). 由Rady, Martyn翻译.
43. ↑  Kristó & Makk 1996，第11頁.
44. 1 2  Kristó & Makk 1996，第12頁.
45. ↑  Constantine Porphyrogenitus: De Administrando Imperio (ch. 38), p. 171.
46. 1 2 3 4  Kristó & Makk 1996，第13頁.
47. ↑  Henry Hoyle Howorth. . Cosimo, Inc. 2008: 3  [15 June 2013]. ISBN 978-1-60520-134-4.
48. ↑  Köpeczi, Béla; Makkai, László; Mócsy, András; Kiralý, Béla K.; Kovrig, Bennett; Szász, Zoltán; Barta, Gábor.  Volume 1 of History of Transylvania. New York: Social Science Monographs, University of Michigan, Columbia University Press, East European Monographs. 2001: 415–416. ISBN 0880334797.
49. 1 2 3 4  Kristó & Makk 1996，第14頁.
50. ↑  Kristó 1996，第104-105頁.
51. ↑  Róna-Tas 1999，第330頁.
52. ↑  Constantine Porphyrogenitus: De Administrando Imperio (ch. 38), p. 173.
53. 1 2 3  Kristó 1996，第133頁.
54. ↑  Constantine Porphyrogenitus: De Administrando Imperio (ch. 40), p. 175.
55. ↑  Kristó 1996，第148頁.
56. ↑  Anonymus, Notary of King Béla: The Deeds of the Hungarians (ch. 10), p. 29.
57. 1 2 3  Spinei 2003，第51頁.
58. ↑  Russian Primary Chronicle (years 880-882), p. 61.
59. ↑  Spinei 2003，第42頁.
60. ↑  Kirschbaum 1995，第29頁.
61. ↑  Spinei 2003，第51-52頁.
62. ↑  Kirschbaum 1995，第39-40頁.
63. ↑  Spinei 2003，第52-55頁.
64. 1 2 3  Kristó & Makk 1996，第15頁.
65. ↑  Anonymus, Notary of King Béla: The Deeds of the Hungarians (ch. 13), p. 37.
66. ↑  The Hungarian Illuminated Chronicle (ch. 28), p. 98.
67. ↑  Róna-Tas 1999，第344頁.
68. ↑  Spinei 2009，第72頁.
69. ↑  Anonymus, Notary of King Béla: The Deeds of the Hungarians, note 9 on p. 15.
70. 1 2 3  Kristó & Makk 1996，第Appendix 1頁.
71. ↑  Anonymus, Notary of King Béla: The Deeds of the Hungarians (ch. 4), p. 15.

### 一手资料
- Anonymus, Notary of King Béla: The Deeds of the Hungarians (Edited, Translated and Annotated by Martyn Rady and László Veszprémy) (2010). In: Rady, Martyn; Veszprémy, László; Bak, János M. (2010); Anonymus and Master Roger; CEU Press; ISBN 978-963-9776-95-1.
- Constantine Porphyrogenitus: De Administrando Imperio (Greek text edited by Gyula Moravcsik, English translation by Romillyi J. H. Jenkins) (1967). Dumbarton Oaks Center for Byzantine Studies. ISBN 0-88402-021-5.
- Simon of Kéza: The Deeds of the Hungarians (Edited and translated by László Veszprémy and Frank Schaer with a study by Jenő Szűcs) (1999). CEU Press. ISBN 963-9116-31-9.
- The Hungarian Illuminated Chronicle: Chronica de Gestis Hungarorum (Edited by Dezső Dercsényi) (1970). Corvina, Taplinger Publishing. ISBN 0-8008-4015-1.
- The Russian Primary Chronicle: Laurentian Text (Translated and edited by Samuel Hazzard Cross and Olgerd P. Sherbowitz-Wetzor) (1953). Medieval Academy of America. ISBN 978-0-915651-32-0.

### 二手资料
- Engel, Pál. . I.B. Tauris Publishers. 2001. ISBN 1-86064-061-3.
- Kirschbaum, Stanislav J. . Palgrave Macmillan. 1995. ISBN 963-482-113-8.
- Kristó, Gyula. . Szegedi Középkorász Műhely. 1996. ISBN 1-4039-6929-9.
- Kristó, Gyula; Makk, Ferenc.  [Rulers of the House of Árpád]. I.P.C. Könyvek. 1996. ISBN 963-7930-97-3 （匈牙利语）.
- Róna-Tas, András. . 由Bodoczky, Nicholas翻译. CEU Press. 1999. ISBN 978-963-9116-48-1.
- Spinei, Victor. . Romanian Cultural Institute (Center for Transylvanian Studies) and Museum of Brăila Istros Publishing House. 2003. ISBN 973-85894-5-2.
- Spinei, Victor. . Koninklijke Brill NV. 2009. ISBN 978-90-04-17536-5.